# Москвин, Пётр Павлович
Пётр Па́влович Москви́н (1871 — 6 октября 1948, Ашхабад) — один из основоположников лёгкой атлетики и хоккея с мячом в России. Заслуженный мастер спорта СССР (1945).

## Биография
В 1888 году, когда Петру было 17 лет, он с родителями отдыхал на даче в Тярлево, близ Санкт-Петербурга. Вместе с товарищами он играл в городки и лапту, а 6 августа у них прошли состязания в беге на 4 версты, на которых вручались призы, купленные на собранные по подписке деньги. Это были первые в России соревнования по лёгкой атлетике. Тогда же по инициативе Москвина был создан «Тярлевский кружок любителей спорта» — первая в России организация легкоатлетов.
Члены кружка не прекратили занятия бегом и по возвращении в Петербург. 15 июля 1896 года был официально зарегистрирован «Санкт-Петербургский кружок любителей спорта»; его председателем стал А. П. Лебедев (благодаря усилиям которого удалось зарегистрировать кружок), а товарищем (заместителем) председателя — Москвин.
Постепенно в кружке начали развиваться и другие виды спорта. В 1897 году Москвин адаптировал правила футбола к русскому хоккею; эти правила применялись в России почти в неизменном виде более пятидесяти лет.
Когда в 1900 году началась официальная регистрация рекордов России по лёгкой атлетике, в таблицу рекордов вошли в беге на 100 м — результат Москвина (12,6 с), а в беге на 400 м — результат тренировавшегося у него В. Васильева (выступал под псевдонимом В. Волин).
Пётр Москвин работал служащим Русского торгово-промышленного банка.

Это был энергичный, деятельный, подвижный человек, небольшого роста, с густыми чёрными усами и такими же чёрными всегда весёлыми глазами. Он держался настолько приветливо и дружески, что вскоре после знакомства с ним каждому невольно думалось, что именно он заслужил его глубочайшую и исключительную симпатию.
— так описывал Москвина Н. А. Панин-Коломенкин
.
После революции 1917 года Москвин воссоздавал лёгкую атлетику в Советской России: он организовал и возглавил в Ленинграде Секцию [Федерацию] лёгкой атлетики, разработал основы правил соревнований и судейства, был одним из организаторов регулярных чемпионатов страны по лёгкой атлетике. Преподавал в Ленинградском институте физической культуры имени П. Ф. Лесгафта, работал в Спорткомитете Ленинграда.
Погиб во время Ашхабадского землетрясения 1948 года.